# カイル・ヤマダ
カイル・ヤマダ（Kyle Yamada, 1983年4月12日 - ）は、カナダのサッカー選手。おもにインドアサッカー、ビーチサッカーでプレイしている。アルバータ州カルガリー生まれ。

## 経歴

### ユース - 大学
ヤマダは、レスブリッジ大学で4年間サッカーに取り組み、デビューのシーズンに膝を大きく負傷したにも関わらず、2009年にはカナダ大学体育協会 (Canadian Collegiate Athletic Association) が選ぶ全カナダ・サッカー大学代表チームに選出された。

### プロ
ヤマダは、カナダ・メジャー・インドアサッカー・リーグ (Canadian Major Indoor Soccer League) のカルガリー・ユナイテッドFC (Calgary United F.C.) と、2010年にインドアサッカーのプロ契約を結び、次いで2011年には、新設された北米サッカーリーグのFCエドモントンと契約した。ヤマダのプロ・サッカーのデビューは、2011年4月9日に行なわれたチームの初の公式戦であり、この試合は2対1でエドモントンがフォートローダーデール・ストライカーズを破った。ヤマダのプロ初ゴールは、5月31日の対FCタンパベイ（タンパベイ・ローディーズ の旧名）戦で、この試合は4-0でFCエドモントンが勝利した。ヤマダはこの2011年のシーズンに、おもに左フォワードとして18試合に、のべ1418分出場し、3得点、3アシストを挙げ、チームの得点者順位の4位となった。2011年10月12日、クラブはヤマダとの2012年のシーズンに向けて再契約を結んだ。しかし、ヤマダは怪我のために出場機会がないまま2012年のシーズンを棒に振り、2012年7月には自ら退団を表明した。

### 国際試合
ヤマダは、ビーチサッカーの選手でもあり、カナダ代表チームの一員として、2006年CONCACAFビーチサッカー選手権（2006 CONCACAF Beach Soccer Championship：北中米カリブ海サッカー連盟 (CONCACAF) 主催）と2006 FIFAビーチサッカーワールドカップに出場した。